# いなせ
いなせとは、江戸時代の江戸における美意識（美的観念）のひとつで、若い男性を形容する言葉。男気があり粋であり、心意気のあること。また、その容姿やそういう気風の若者を指すこともある。

## 概要
「いなせ」は「いき」とともによく用いられるが、これは江戸後期に流行した「鯔背銀杏」という髪型に由来する。鯔背銀杏は魚の鯔（イナ、ボラの若魚）の背に似ていることから名付けられた。魚河岸などの江戸職人や侠客など、履いた鼻緒の長い鯔背足駄とともに、短気で喧嘩早い若者が好んで使った言葉である。三遊亭圓朝の落語『塩原多助一代記』では「刺繡（ほりもの）だらけの鯔背な哥々（あにい）が」と表したように、いなせはいきとともに江戸市中の気っ風（きっぷ）を表した言葉として定着した。
遊船唄の『佃節』では「いきな深川、いなせな神田、人の悪いは麹町」と唄われている。